# Sherwin Wine
Sherwin Wine (ur. 25 stycznia 1928, zm. 21 lipca 2007) – amerykański rabin, twórca judaizmu humanistycznego, który zapoczątkował w 1969 roku. Został wychowany w rodzinie konserwatywnych Żydów amerykańskich. Przyjął reformowaną smichę rabinacką. Ponieważ jednak nie potrafił pogodzić wiary w Boga z Holocaustem, założył judaizm humanistyczny, który miał opierać bycie Żydem na kulturze i historii, a nie wierze w Boga. Zginął w wypadku samochodowym. Do swojej śmierci działał na rzecz rozwoju International Institute for Secular Humanistic Judaism.